# Наразтепа
Наразтепа (узб. Noraztepa) — археологический памятник начала X—XIII, XV вв. Представляет собой неукреплённое поселение без цитадели. 
Входит в список «Объектов материального культурного наследия Узбекистана республиканского значения». 

## Расположение
Поселение находится в северной части Ташкента в местности Чукурсай, на улице Карасарай, в районе кладбища Ибрахим ота.

## Характеристика
Представляет собой равномерно поднимающийся холм, высотой в 5 метров и диаметром в 80 метров. По данным археологических раскопок поселение было основано в X веке н.э. на одном из торговых путей ведущих к Бинкету и не было защищено стеной. После большого и разрушительного пожара, произошедшего в XI веке, поселение возродилось и просуществовало до начала XIII века. После повторного разрушения было частично обжито только в XV веке.

## История открытия и изучения
Раскопки поселения производились в 1969 году археологической экспедицией Института истории и археологии АН Узбекской ССР.